# Iryna Abielska
Iryna Sciapanauna Abielska (biał. Ірына Сцяпанаўна Абельская, ros. Ирина Степановна Абельская, Irina Stiepanowna Abielska; ur. w 1965 w Brześciu) – białoruska lekarz pediatra i endokrynolog, osobista lekarka przywódcy Białorusi Alaksandra Łukaszenki i prawdopodobna matka jego najmłodszego syna Mikałaja; doktor nauk (odpowiednik polskiego stopnia doktora habilitowanego).

## Życiorys

### Młodość i edukacja

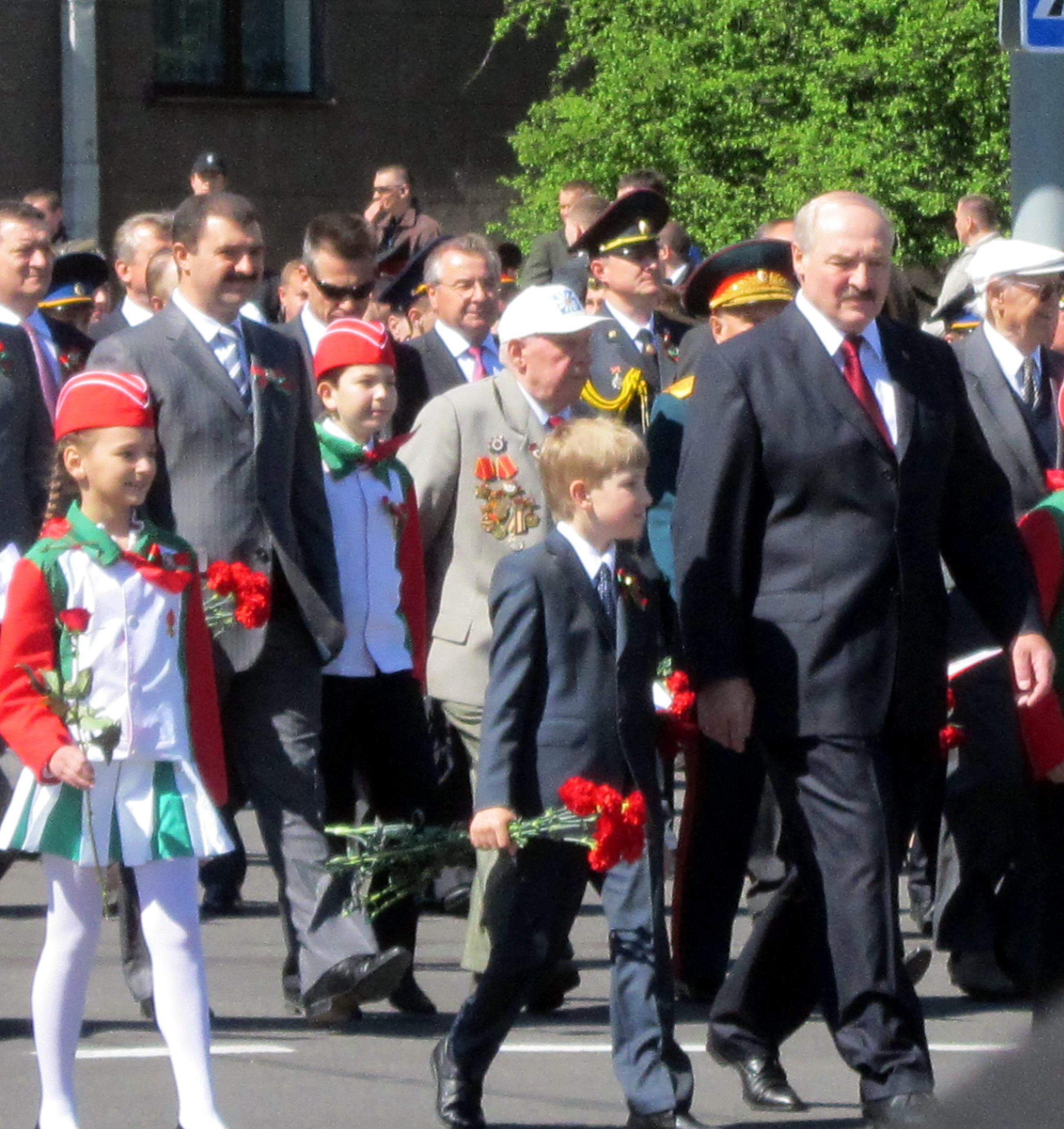
Alaksandr Łukaszenka z synem Mikałajem – prawdopodobnym synem Iryny Abielskiej

Iryna Abielska urodziła się w 1965 roku w Brześciu, w obwodzie brzeskim Białoruskiej SRR, ZSRR. Wywodzi się z rodziny o tradycjach lekarskich. Jej babcia była felczerką i wszyscy jej krewni byli w większym lub mniejszym stopniu związani z medycyną. Matka Iryny Abielskiej, Ludmiła Pastajałka, w latach 2001–2005 pełniła funkcję minister ochrony zdrowia Republiki Białorusi. Również ciotka i brat Abielskiej są lekarzami.
W 1988 roku Iryna Abielska ukończyła studia na Wydziale Pediatrii Mińskiego Państwowego Instytutu Medycznego ze specjalnością „pediatria”. W 2004 roku uzyskała stopień kandydata nauk (odpowiednik polskiego stopnia doktora). Temat jej dysertacji kandydackiej brzmiał: Radiodiagnostyka w etapach rehabilitacji medycznej chorych na osteochondrozę kręgosłupa szyjnego. W 2011 roku uzyskała stopień doktora nauk (odpowiednik polskiego stopnia doktora habilitowanego). Temat jej dysertacji doktorskiej brzmiał: Osteochondroza szyjna: wizualizacja promieniowa i technologia rehabilitacji medycznej pacjentów.

### Praca
Iryna Abielska odbyła staż podyplomowy w 3. Dziecięcym Miejskim Szpitalu Klinicznym miasta Mińska. Następnie przez trzy lata pracowała jako lekarz pediatra w 25. Poliklinice Dziecięcej. W latach 1992–1994 była lekarzem endokrynologiem w Miejskiej Przychodni Endokrynologicznej i lekarzem diagnostyki USG Mińskiego Centrum Diagnostycznego (według innego źródła w latach 1990–1994 pracowała jako konsultantka-endokrynolog w Szpitalu Klinicznym Nr 9).
Od 1994 do 2001 roku pracowała jako lekarz terapeuta w Republikańskim Szpitalu Głównego Zarządu Instytucji Leczniczo-Profilaktycznych i Sanatoryjno-Kurortowych Zarządu Sprawami Prezydenta Republiki Białorusi. Pełniła wówczas funkcję osobistej lekarki Alaksandra Łukaszenki (według innego źródła jesienią 1994 roku rozpoczęła pracę jako lekarz wyższej kategorii w komisji lekarskiej w oddziale endokrynologicznym i pracowała w gabinecie USG konsultacji dla kobiet). Od 2001 do wiosny 2007 roku i ponownie od 2 listopada 2009 roku jest lekarką naczelną Republikańskiego Klinicznego Centrum Medycznego Zarządu Sprawami Prezydenta.
26 listopada 2018 roku została odznaczona Orderem Honoru.
W 2024 roku została członkiem Rady Republiki Zgromadzenia Narodowego Republiki Białorusi.

## Rodzina i życie prywatne
Iryna Abielska poznała swojego przyszłego męża podczas studiów. Wkrótce potem wzięła ślub i urodziła starszego syna, Dzmitryja Jauhienawicza Abielskiego. Jej małżeństwo nie trwało jednak długo i przez wiele lat Iryna wychowywała syna samotnie. Dzmitryj ukończył Liceum Białoruskiego Uniwersytetu Państwowego oraz studia medyczne, uzyskując wykształcenie oftalmologa, po czym podjął pracę w Centrum Oftalmologicznym. Iryna Abielska posiada również drugiego, młodszego syna, którego tożsamość jest niejasna. Zdaniem niepaństwowych mediów istnieje wysokie prawdopodobieństwo, że jest nim Mikałaj Łukaszenka, nieślubny syn przywódcy Białorusi Alaksandra Łukaszenki. Według nieoficjalnych źródeł Mikałaj miał urodzić się w sierpniu 2004 roku.
Iryna Abielska posiada willę położoną w elitarnej mińskiej dzielnicy Drozdy, zamieszkanej przez przedstawicieli władzy i ludzi blisko związanych z Alaksandrem Łukaszenką. Według Białoruskiego Centrum Śledczego Abielska jest założycielką Mińskiego Międzynarodowego Gimnazjum – elitarnej prywatnej szkoły w Drozdach, gdzie kształciły się Mikałaj Łukaszenka i trzy córki Dzmitryja Łukaszenki. Deklaruje się jako wierząca, wyznaje prawosławie.